# Nadka Golčeva
Nadka Vangelova Stoeva, coniugata Golčeva (in bulgaro Надка Вангелова Стоева-Голчева?; Čuričeni, 12 marzo 1952), è un'ex cestista bulgara.

## Carriera
Ha disputato le Olimpiadi di Montréal 1976 (bronzo) e Mosca 1980 (argento). Ha vestito le maglie di Levski-Spartak Club e BK Slavia Sofia.